# Quanesha Burks
Pour les articles homonymes, voir Burks.
Quanesha Burks (née le 15 mars 1995 à Ozark (Alabama)) est une athlète américaine, spécialiste du saut en longueur.Elle habite à Hartselle en Alabama. Durant la période 2012-2018, elle courait le 60 m, 100 m, 4×100 m et le 200 m  et faisait du triple saut.

## Biographie
Quanesha Burks est née le 15 mars 1995 à Ozark dans l'Alabama . 
Elle remporte les Championnats NACAC 2015, à San José au Costa Rica en altitude, en établissant un nouveau record personnel à 6,93 m. Trois ans plus tard, elle termine 2e de cette compétition à Toronto avec 6,59 m, derrière Shakeelah Saunders (6,60 m).

## Palmarès

### International
| Date | Compétition                        | Lieu                               | Résultat | Marque |
| ---- | ---------------------------------- | ---------------------------------- | -------- | ------ |
| 2014 | Championnats du monde juniors      | Eugene                             | 5e       | 6,04 m |
| 2015 | Jeux panaméricains                 | Toronto                            | 8e       | 6,47 m |
| 2015 | Championnats NACAC                 | San José                           | 1re      | 6,93 m |
| 2016 | Championnats NACAC espoirs         | San Salvador                       | 1re      | 6,74 m |
| 2018 | Championnats du monde en salle     | Birmingham                         | 4e       | 6,81 m |
| 2018 | Coupe du monde                     | Londres                            | 2e       | 6,48 m |
| 2018 | Championnats NACAC                 | Toronto                            | 2e       | 6,59 m |
| 2022 | Circuit mondial en salle de l'IAAF | Circuit mondial en salle de l'IAAF | 3e       | 14 pts |
| 2022 | Championnats du monde en salle     | Belgrade                           | 5e       | 6,77 m |
| 2022 | Championnats du monde              | Eugene                             | 4e       | 6,88 m |
| 2022 | Championnats NACAC                 | Freeport                           | 1re      | 6,75 m |
| 2023 | Ligue de diamant                   | Ligue de diamant                   | 3e       | 6,77 m |

### National
- Championnats des États-Unis d'athlétisme
  - vainqueur en 2022
- Championnats des États-Unis d'athlétisme en salle
  - vainqueur en 2020 et 2022

## Records
| Épreuve          | Épreuve   | Marque  | Lieu        | Date            |
| ---------------- | --------- | ------- | ----------- | --------------- |
| 60 m             | En salle  | 7 s 20  | Glasgow     | 25 février 2018 |
| 100 m            | Plein air | 11 s 19 | Baton Rouge | 28 avril 2018   |
| 200 m            | Plein air | 24 s 88 | Gulf Shores | 5 mai 2012      |
| Relais 4 × 100 m | Plein air | 42 s 56 | Eugene      | 10 juin 2017    |
| Saut en longueur | Plein air | 6,98 m  | Londres     | 23 juillet 2023 |
| Saut en longueur | En salle  | 6,81 m  | Birmingham  | 4 mars 2018     |
| Triple saut      | Plein air | 12,14 m | Baltimore   | 27 juillet 2012 |
| Triple saut      | En salle  | 11,79 m | Birmingham  | 5 janvier 2013  |